# All Star 5
All Star 5 (né le 17 avril 2003) est un étalon Hanovrien bai, monté en saut d'obstacles par le cavalier irlandais Denis Lynch. Le couple décroche notamment une médaille d'or par équipes aux championnats d'Europe de saut d'obstacles en 2017.

## Histoire
Il naît le 17 avril 2003, à l'élevage de Horst Zöllmer, à Südergellersen en Allemagne. Il se fait déjà remarquer lors des ventes de poulains de 6 mois à Verden, où il atteint l'un des plus hauts prix de la vente, et est acquis par une écurie de compétition internationale réputée. 
Il est la propriété de l'écurie américaine Adonis capital Ltd de 2007 à juin 2010. Jeune cheval, il est travaillé par Florian Meyer zu Artum. En 2008, il décroche le titre de vice-champion des chevaux Hanovrien d'obstacles de 5 ans. Il participe aux championnats fédéraux de Warendorf l'année suivante.
Il est acquis par le cavalier irlandais Denis Lynch le 24 juin 2010, c'est donc cette même année qu'il débute au niveau international et rejoint les écuries de Denis Lynch. Il commence à se faire remarquer sur les terrains de concours en 2012. Avec Lynch, il participe à la finale de la Coupe du monde de saut d'obstacles en 2013, 2016, 2017 et 2018. Depuis le 21 juillet 2017, All Star 5 est la propriété exclusive de Thomas Strauman, le mécène de Denis Lynch. 
Il participe au CSIO de Rotterdam en juin 2018, puis disparaît plusieurs mois des terrains de concours. Il est officiellement mis à la retraite sportive à l'âge de 16 ans, en janvier 2019.

## Description
All Star 5 est un étalon de robe baie, inscrit au stud-book du Hanovrien. Très grand de taille, il est décrit comme « surpuissant ». Cette qualité qui lui confère une grande amplitude a pour corollaire une certaine lenteur au sol.

## Palmarès
- 9e invividuel aux Jeux équestres mondiaux de 2014 à Caen[6]
- 5e individuel à la finale de la Coupe du monde de saut d'obstacles 2016 à Göteborg[6]
- Médaille d'or par équipes et 10e en individuel lors des championnats d'Europe de saut d'obstacles de 2017[4]

## Origines
C'est un fils de l'étalon Argentinus, très célèbre parmi le stud-book Hanovrien, et dont l'influence est grande parmi les chevaux de sport européens. Il descend aussi de Rirnetou Z, une fille de Ramiro qui a obtenu d'excellents résultats en compétition avec Piet Raymakers. 